# Osaka Rainy Blues
«Osaka Rainy Blues» (大阪レイニーブルース Ōsaka Reinī Burūsu?) es el segundo sencillo de la boy band japonesa Kanjani8. El sencillo fue el menos vendido y obtuvo las más bajas posiciones en el Oricon. El sencillo también marca la última colaboración al grupo del antiguo miembro Hiroki Uchi. La versión del álbum de la canción tiene como su vocal Ryo Nishikido.

## Lista de pistas
1. «Osaka Rainy Blues»
2. «Heavenly Psycho»
3. «Osaka Rainy Blues» <Original Karaoke>

## Listas
| Semana              | Oricon Weekly  | Posición Máxima | Ventas Totales |
| ------------------- | -------------- | --------------- | -------------- |
| 6 de marzo de 2005  | Marzo Semana 2 | 4               | 62.010         |
| 18 de marzo de 2005 | Marzo Semana 3 | 12              | 17.108         |
| 20 de marzo de 2005 | Marzo Semana 4 | 13              | 10.370         |

- Datos: Q1067588